# Rapateaceae
Rapateaceae — родина квіткових рослин. Ботанічна назва була визнана більшістю систематиків. Система APG II 2003 року також визнає цю родину та відносить її до порядку Poales у кладі комелінід, у однодольних. Це невелика зміна в порівнянні з системою APG 1998 року, згідно якої родина залишалась нерозміщеною до певного порядку, але класифікувала її в тій самій кладі. 
Родина поділяється на 16 родів із загальною кількістю близько 94 відомих видів, які зустрічаються в тропічній частині Південної Америки та тропічній частині Західної Африки.

## Роди
- Amphiphyllum Gleason
- Cephalostemon R.H.Schomb.
- Duckea Maguire
- Epidryos Maguire
- Guacamaya Maguire
- Kunhardtia Maguire
- Marahuacaea Maguire
- Maschalocephalus Gilg & K.Schum.
- Monotrema Korn.
- Phelpsiella Maguire
- Potarophytum Sandwith
- Rapatea Aubl.
- Saxo-fridericia R.H. Schomb.
- Schoenocephalium Seub.
- Spathanthus Desv.
- Stegolepis Klotzsch ex Korn.
- Windsorina Gleason